# Gynoplistia plumosa
Gynoplistia plumosa är en tvåvingeart som först beskrevs av Osten Sacken 1888.  Gynoplistia plumosa ingår i släktet Gynoplistia och familjen småharkrankar. Inga underarter finns listade i Catalogue of Life.